# アーネスト・キング
アーネスト・ジョゼフ・キング（Ernest Joseph King、1878年11月23日 - 1956年6月25日）は、アメリカ合衆国の海軍軍人。最終階級は海軍元帥。
オハイオ州ロレイン生まれ。第二次世界大戦中は海軍制服軍人のトップである合衆国艦隊司令長官兼海軍作戦部長として戦略指導を行い、太平洋艦隊司令長官兼太平洋戦域最高司令官であるチェスター・ニミッツの上官だった。

## 生涯

### 生い立ち～海軍入隊
キングは1878年11月23日にアメリカ合衆国オハイオ州ロレインで、父ジェームズ・クライズデール・キング (James Clydesdale King) と母エリザベス・ケーム・キング (Elizabath Keam King) の間に生まれた。父はアイルランド系移民でエリー湖の水夫と橋梁工事員を経て鉄道修理工場員、母方の祖父は英国プリマスの船大工から渡米して石油精製会社に勤務していた。高校に入るのが精一杯の家庭であったため、1897年にアナポリス海軍兵学校へ入校。在学中に起きた米西戦争に志願して巡洋艦サンフランシスコに乗り組んだ。
1901年に卒業、卒業席次は67人中4番。少尉候補生となると、戦艦イリノイ乗組みとなるが程なく副長と衝突し、アジア艦隊所属の巡洋艦シンシナティに転属となった。シンシナティの第1分隊長として初めて部下の水兵40人を持ったキング少尉候補生（在職中に少尉）は「厳しいが公正」をモットーとし、セオドア・ルーズベルト大統領の提唱で始まった海軍の第1回射撃コンテストで分隊を優勝させた。シンシナティ乗組員の水兵300人の約4分の1が外国人で、特に古参の下士官に多く、これは当時のアメリカ海軍の平均的数字だった。水兵は悪い食事と住環境、自由の制限を理由に年14％の割合で逃亡し、上陸すれば逃亡するか飲んだくれるトラブルメーカーだった。キングが上海で分隊の水兵たちの記念写真撮影をアレンジしたとき、キングは水兵たちにせがまれて一緒に写真に写っている。キングが大西洋艦隊司令長官となったとき、第1分隊の元水兵の多くが祝い状を送った。戦艦ニューハンプシャー機関長（大尉）時代には、海軍の機関部門のコンテストで優勝しそうになったが、戦艦2隻の故障で海軍省がコンテストを中止した。

### 日本体験
児島襄の著書によると、シンシナティが浦賀に入港した折、キングは鎌倉大仏見物のために鎌倉に向かった。しかし見物の最中でスリに遭い、財布を盗まれた。鎌倉駅に到着してキングはスリにあったことに気づいた。キングは駅員に事情と身分を話し、後払いで横須賀行きの切符を購入しようとしたが、駅員はあくまで現金払いを要求した。この時の様子をキングは「彼は、ひどく疑わしそうだった。あるいは外国人は嘘つきだという信仰の持ち主だったのかも知れない。とにかく、現金がなければ切符は売れない、と繰り返し、結局本官はオーバーをぬぎ、それを抵当にして横須賀までの三等切符をもらった」と語っている。一週間後に現金を渡してオーバーを引き取ったが、「ひどく不愉快だったので、料金だけをはらい、チップは1セントも出さなかった」。この出来事と日露戦争の勝利の影響で白人に対して傲慢な態度を取る日本人に悪印象を抱く。

### 戦間期
第一次世界大戦後、潜水艦基地司令（大佐）時代の1925年、衝突事故で沈没した潜水艦S-51引き上げ作業指揮を命じられた。水深約40mまで潜れる潜水士は海軍でも少なく、最終段階で潜水士長が「これ以上潜水士たちの安全の責任を負えない」と作業継続を拒否したほどだったが、他の潜水士たちはキングの作業継続の主張に同意してやり遂げ、キングは海軍殊勲章 (Navy Distinguished Service Medal) を受章した。水上機母艦ライト艦長時代の1928年には、別の衝突事故で沈没した潜水艦S-4引き上げ指揮を命じられて成功し、2つ目の海軍殊勲章を受章した。S-4が沈んだのは水深約31メートルで港にも比較的近いなどS-51よりは条件が良く、経験者や道具が揃っていたとはいえ、命令で潜らせることができる深さではなかった。
48歳でパイロットの資格を取り、航空畑に入って空母レキシントン艦長となる。キングがレキシントン艦長に就任したとき、アメリカ海軍は空母の運用方法を模索中で、乗員数も職種も多い「自由放任」の「たるんだ艦」とみなされていたが、キング艦長の下でレキシントンの士気は非常に向上した。キング艦長は艦内法廷で水兵に誠実に接し、心を動かされた水兵はしばしば、分隊士官が隠したがる秘密を打ち明けた。部下の士官は全員、自分の考課表を見てキング艦長と話し合い、自分がどこにいるかを知ることができた。キングは艦上では厳格だったが、上陸すると兵士の一人となり、酔った部下の暴言にも寛容で「アーニー小父さん」の渾名が付いた。キングが艦長を離任する際、乗組員たちは盛大な送別パーティーを開き、キングは涙ぐんだ。トーマス・B・ビュエルがキングの正伝を執筆する際、レキシントン元乗組員の多くがキングについてビュエルに語りたがったという。なお後にSF作家となるロバート・A・ハインラインはこの時期（1931年から3年間）にレキシントンで勤務していたため、後にキングについて多数の軍事史家からインタビューを受けている。

レキシントンでの勤務後は戦略を学ぶため海軍大学校高級課程へ進んだが、この時対日戦略を検討する課題が出された。キングはレポートで
「敵"オレンジ（日本）"は、我々を不利な対外戦にひきずりこんで打撃を与えようとするだろう。そのためには、"オレンジ"はフィリピン、さらにハワイを攻撃する可能性もあり、我々は"オレンジ"との戦いでは、まずきわめて不利な"手段と方法"しか与えられない戦争に巻き込まれることを予期せねばならない」

「カマクラの体験は、私に日本人の二つの特性を教えてくれた。ひとつは、財布をうばうのに暴力よりはスキをねらう技術を重視するということであり、もうひとつは、駅員の態度が象徴している如く、相手の不利に容赦しないということだ。この二つの特性が軍事面に発揮されれば、日本の戦争のやり方が、奇襲とあらゆる方向への前進基地推進を基本にすることは、容易に想像できるはずだ」
と自身の体験から日本の奇襲戦略を予測している。
1933年、少将に昇進して海軍省航空局長に就任。1938年、戦闘部隊航空群司令官、中将。1939年には少将に戻り将官会議 のメンバーとなる。平時であれば退役を待つだけの閑職であったが、チャールズ・エジソン海軍長官の合衆国艦隊観閲の随員となった際、艦艇の対空砲の対策を命じられ、通常3年かかる仕事をわずか3ヶ月で終わらせた事からカール・ヴィンソン下院議員の目に止まる。1940年7月に両洋艦隊法が成立しするとフランクリン・D・ルーズベルト大統領の指名をうけ哨戒部隊司令官に就任。1941年2月、フランク・ノックス海軍長官の一般命令第143号「合衆国海軍部隊の組織」で哨戒部隊が大西洋艦隊に昇格したことに伴い大西洋艦隊司令長官となり、大将に昇進した。

### 第二次世界大戦
真珠湾攻撃が発生した際、キングは報告を行った副官の前で「それだ、ワシにはわかっていた」と叫んだという。
真珠湾の被害視察から戻ったノックス海軍長官は15日夜、ルーズベルト大統領に太平洋艦隊司令長官ハズバンド・キンメル大将解任と、3人の地域別艦隊司令長官の上に立つ職として、2月に一般命令第143号で常設職としては廃止したばかりの合衆国艦隊司令長官復活を提言し同意を得た。合衆国艦隊司令長官候補としてノックスの念頭にあったのは大西洋艦隊司令長官キング大将と言われる。前海軍作戦部長ウィリアム・リーヒ退役大将は海軍作戦部長の任期が切れて退役した後、海軍長官起用が噂され、プエルトリコ総督在任中にはルーズベルトに呼び出されて「ヨーロッパで戦争が起きたら、すぐにここへ戻って私に助言して欲しい」と言われたほど信任が篤かったが、当時は駐仏大使で、まだ大統領は呼び戻しを考えているようには見えず、海軍作戦部長ハロルド・スターク大将は真珠湾の責任問題と無縁ではいられなかったからである。そしてノックスは、すでにドイツ海軍潜水艦と「宣戦布告なき戦い」を戦っているキングを高く評価していた。共和党員のノックスは民主党政権の海軍長官を引き受ける条件として、ルーズベルトの介入なしに海軍省を管理する権限を得ていた。
翌16日午前、ノックス長官はワシントンに出頭したキングに合衆国艦隊司令長官復活とキングの同職起用を告げた。キングは先任のスタークが艦隊を指揮すべきだとしたが、ノックスはキングに固執した。午後にはルーズベルト、ノックス、スターク、キングの4人が会談。キングはルーズベルトに同職を引き受ける条件として①合衆国艦隊司令長官の略称CINCUSは「我々を沈めろ（Sink us.)」と同音で真珠湾攻撃を思い出させるためCOMINCHに変更、②記者会見と議会証言は特別な状況以外避けたい、③海軍省各局への指揮権、の3つを求めた。ルーズベルトは①と②は認めたが、③には連邦法改正が必要で、約束できるのはキングと協力しない局長の更迭だけだと答えた。
ルーズベルト大統領は18日、陸海軍最高司令官としての権限を発動して大統領直属の合衆国艦隊司令長官を置く大統領令第8984号に署名し、艦隊は海軍長官から大統領の指揮下に移った。1915年に海軍作戦部長が創設された時のジョセファス・ダニエルズ海軍長官が軍人の権限拡大を嫌って反対したことなどにより、海軍作戦部長には認められて来なかった艦隊指揮権がキングに与えられ、日本で言う「軍令」が「軍政」から独立した。しかし大統領令第8984号では合衆国艦隊司令長官キングと海軍作戦部長スタークのどちらが海軍のトップかはっきりせず、部内に混乱が生じ、スタークが1942年3月7日、ルーズベルト大統領に辞任を申し出て了承された。
ルーズベルトは大統領令第9096号で合衆国艦隊司令長官兼海軍作戦部長の肩書きを設けてキングを海軍のトップとし、海軍作戦副部長を新設して、海軍作戦部次長フレデリック・ホーン中将が就任した。キングは艦隊を担当する合衆国艦隊司令長官と海軍省を担当する海軍作戦部長の両方を細部にわたって処理する時間がないので、海軍作戦部長の仕事の多くを海軍作戦副部長ホーンに委任し、海軍作戦副部長の肩書き以外はホーンが実質的な海軍作戦部長となった。キングは統合参謀本部と連合参謀本部の仕事が時間の3分の2を占めたと回想しているが、これは海軍作戦部長の部下である海軍作戦本部ではなく合衆国艦隊司令長官司令部が扱うものだった。キングの正伝はキングの時間の98％が合衆国艦隊司令長官の仕事にあてられたとする。
1944年12月17日、戦時の特例として設けられた海軍元帥に昇進した。「ヨーロッパ第一主義」に傾きがちな陸海軍参謀長会議（4人で構成）のメンバーとして、キングは対日戦での勝利に精力を注ぎ込んだ。またフィリピン攻略を優先するマッカーサーの戦略に反対し、台湾攻略による補給線遮断を主張したが入れられなかった。以降は陸軍の戦略と協調し、以前反対していた日本本土攻略作戦にも賛成した。賛成の理由を聞いたチェスター・ニミッツには「40年前に盗まれた財布をとりかえせるかと思ってね」と語った。

### 戦後〜晩年

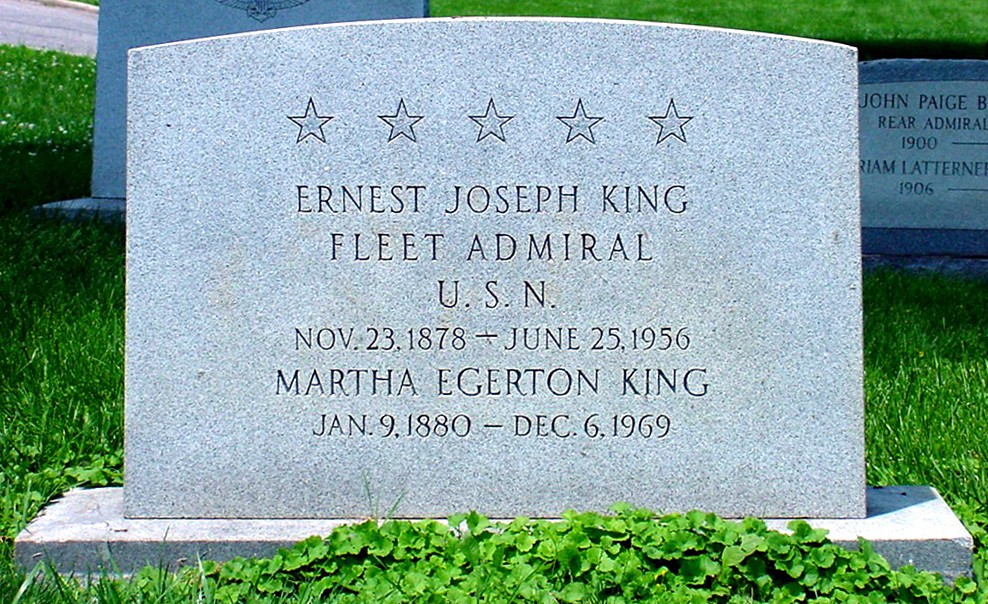
キング提督の墓

日本の降伏が決定すると、キングは副官に「さあ、すべて終わった。明日は何をすればいいだろう」、「ここでやることはあるだろうが、私はもう必要とされないだろう」と語った 。退役年齢の64歳誕生日前にルーズベルト大統領に出した進退伺いから見ても、キングは戦後も海軍トップに居座る気はなかったと思われる。
合衆国艦隊司令長官司令部には参謀長チャールズ・クック中将を筆頭に、合衆国艦隊司令長官と司令部を存続させて海軍作戦部長から移された権限を持続すべきという意見もあったが、海軍トップは海軍作戦部長であるべきというのがキングの持論で、10月10日付で合衆国艦隊司令長官を廃止し、艦隊指揮権は海軍作戦部長に移された。キングは海軍作戦部長を退いて太平洋艦隊司令長官兼太平洋戦域最高司令官ニミッツ元帥を後任にしようとしたが、フォレスタル海軍長官とニミッツは両者の海軍次官、航海局長時代から仲が悪く、太平洋戦争中もフォレスタル長官はニミッツに太平洋艦隊司令長官の広報誌を発行させようとして対立し、敗れたため、キングの次に嫌っており、フォレスタルはV海軍作戦部長リチャード・エドワーズ大将か航空担当海軍作戦部次長マーク・ミッチャー中将を海軍作戦部長にしようとした。結局ニミッツ自身の猟官運動や大統領ハリー・トルーマンに対するキングの直談判などにより、4年の任期を2年にするというフォレスタル長官の条件を呑んで12月15日にニミッツが海軍作戦部長に就任した。
以後キングはワシントンD.C.で引退生活を送っていたが、1947年に脳出血を患いベセズダ海軍病院に入院、以後寝たきりとなった。 1956年6月25日に心臓発作で死去、77歳だった。
ファラガット級駆逐艦の5番艦キングは、キングの名にちなんで命名された。また、佐世保海軍施設内にあるアメリカ軍人・軍属の子弟のための学校は、キングの名を冠したものである（公式サイト）。

## キングの指揮哲学
キングは自伝で大規模戦争における部下のイニシアティブの必要性を繰り返し強調しているが、大西洋艦隊司令長官時代にその指揮哲学を明示した。1941年1月21日の大西洋艦隊司令長官命令第53号「司令部の訓練　命令と指示における詳細の過剰」では、将官や群指揮官が部下に「何を」だけでなく「いかに」すべきかも命令・指示することが標準的習慣になっているが、命令で絶対必要な要素は「部下のイニシアティブ」であるとし、我々は迫り来る戦争の準備をしており、部下の任務について「何を」「いつ」「どこで」「なぜ」以上に、「いかに」まで指示する時間も機会もないとした。そして部下の指揮官が「有能」でないと判明するまでは「有能」であるという前提で「何をすべきか」を命令し、「いかにすべきか」は部下が「自分で先見の明を働かせ、考え、判断し、決断し、行動する」よう訓練して、「彼らの"面倒を見る"ことをやめるように」と命令した。さらにキングは4月22日の大西洋艦隊司令長官命令第328号「司令部の訓練　イニシアティブの正しい使用」で第53号の原則を繰り返すとともに「分業」と「分権化」を説き、司令部の効果的訓練にはハードワークが要求されるとした。キングも元来は詳細な命令を出すタイプだったが、哨戒部隊司令官、大西洋艦隊司令長官として大西洋全域でドイツ海軍との「宣戦布告なき戦い」を任されると、それまでのように全てを直接指揮することはできなくなり、スタイル変更を迫られたのである。
戦史研究に熱心なキングは大尉時代にナポレオン戦役を研究し、「ナポレオン式システムの大きな弱点は、ナポレオンの細かな監督を必要としたことである。……ナポレオン戦役の研究から学ぶべき最大の教訓は、反対のことをしなければならないこと、部下たちに独立した行動の訓練をさせることである。……ドイツはナポレオン戦役の研究から、部下たちのイニシアティブの原則を発展させ、彼らの全軍事ドクトリンはそれに基づいていた」と結論していた。さらにキングは大西洋艦隊司令長官命令を出した理由について「最高司令官は、不必要な細事から自由になることによってのみ、彼だけができる事を達する暇を得られる。……司令長官は、彼だけが責任を負う将来の部隊展開の立案と全体的な決断に集中する暇がなくてはならない」と説明している。

## 人物
個人的にも日本嫌い、日本人嫌いで知られていたが、一方でイギリスにも好印象を持っておらず、特に大戦中はイギリスのアメリカ依存姿勢に批判的であった。その為、大西洋方面の意思決定会議にキングが参加すると、場が荒れたと言う。
キングは上司からも部下からも嫌われやすい性格の持ち主だったが、海軍士官としての有能さは、彼を嫌う人々でさえ認めざるを得ないものであった。しかし戦争終盤に元海軍次官で海軍贔屓のルーズベルト大統領が死去して昇格した元陸軍大尉のトルーマン大統領はキングを嫌っており、フォレスタル海軍長官とも不仲だった。そのためキングは第二次世界大戦に勝利すると厄介者扱いされた。
海軍史家のサミュエル・モリソンはキングを"sailor's sailor"と評している。上記のように、キングは初級士官時代から部下の水兵掌握に傑出した実績を積み重ねていた。キングはルーズベルト大統領とノックス海軍長官に合衆国艦隊司令長官就任を求められたとき、「トラブルになるとクソ野郎どもを呼びにやる」とコメントしたという伝説がある。キングは大統領付海軍武官ジョン・マクリー大佐にこれを否定したが、マクリーが初代艦長となった戦艦アイオワがルーズベルト大統領一行をカイロ会談、テヘラン会談のため乗せていたとき、キングはマクリー艦長に「君の大きな弱点はクソ野郎でないことだ。よい海軍士官はクソ野郎でなければならない」と言った。キングは「トーチランプでヒゲを剃る」、「防雷網カッターで足の爪を切る」とも言われた。
またスタークが海軍作戦部長を辞任したとき、キングが陸海軍協力の障害だと考え、「この戦争に勝つのに役立つかもしれない1つのことは、キングを撃ち殺す誰かを見つけることだ」と日記に書いた戦争計画部長ドワイト・D・アイゼンハワー准将は、間もなく、はっきり主張すればキングは話の分かる人間であることを悟って「それ以来、私は海軍に一人の友人を持った」と書くまでになり、北アフリカ上陸作戦（トーチ作戦）で連合国軍最高司令官に抜擢されたのはキングの推薦だと後に知った。